# 비안 박씨
비안 박씨(比安朴氏)는 한국의 성씨이다.

## 내력
신라국 시조 박혁거세왕의 후손으로 4대 파사왕 직계손이며 조선국 경상도 경주군 감포 태수 직을 지낸 영남 지방 향료 박우(朴瑀)를 시조로 하고 시조 박우의 차자(次子) 박서생(朴瑞生)을 중시조이자 입향조로 하는 성씨이다. 중시조 박서생의 친손(親孫)인 박선(朴宣)은 조선 선조 치세에 무관 관료를 지냈다.
과거급제자는 다음과 같다.
- 10세 박서생: [문과] 태종(太宗) 1년(1401)  ,문과] 태종(太宗) 7년(1407)
- 12세 박효원: [문과]세조(世祖) 11년(1465)
- 14세 박대인: [문과]중종(中宗) 26년(1531) , [문과] 중종(中宗) 32년(1537)
- 20세 박징빈(朴徵賓) : [문과] 숙종(肅宗) 36년(1710)   대증광시(大增廣試) 갑과(甲科) 1[壯元]위(01/41)
- 20세 박징좌(朴徵佐): [문과] 영조(英祖) 12년(1736)
- 21세 박수유(朴垂裕): 박징빈(朴徵賓) 子: [문과] 영조(英祖) 16년(1740)

비안(比安)이라는 지명은 경상북도 의성군 비안면(慶尙北道 義城郡 比安面)을 뜻한다.